# Грейферный ковш

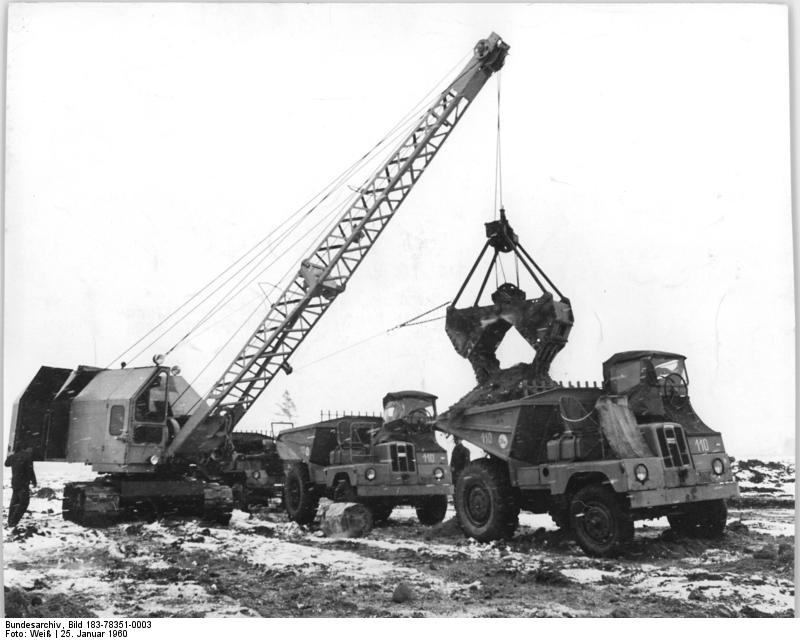
Двухканатный грейфер на экскаваторе

Гре́йфер (нем. Greifer, от greifen — xватать) — грузозахватное приспособление грузоподъёмных кранов, погрузчиков и монорельсовых тележек для сыпучих материалов, скрапа и стружки, крупнокусковых каменных и волокнистых материалов, а также длинномерных лесоматериалов.

## Описание

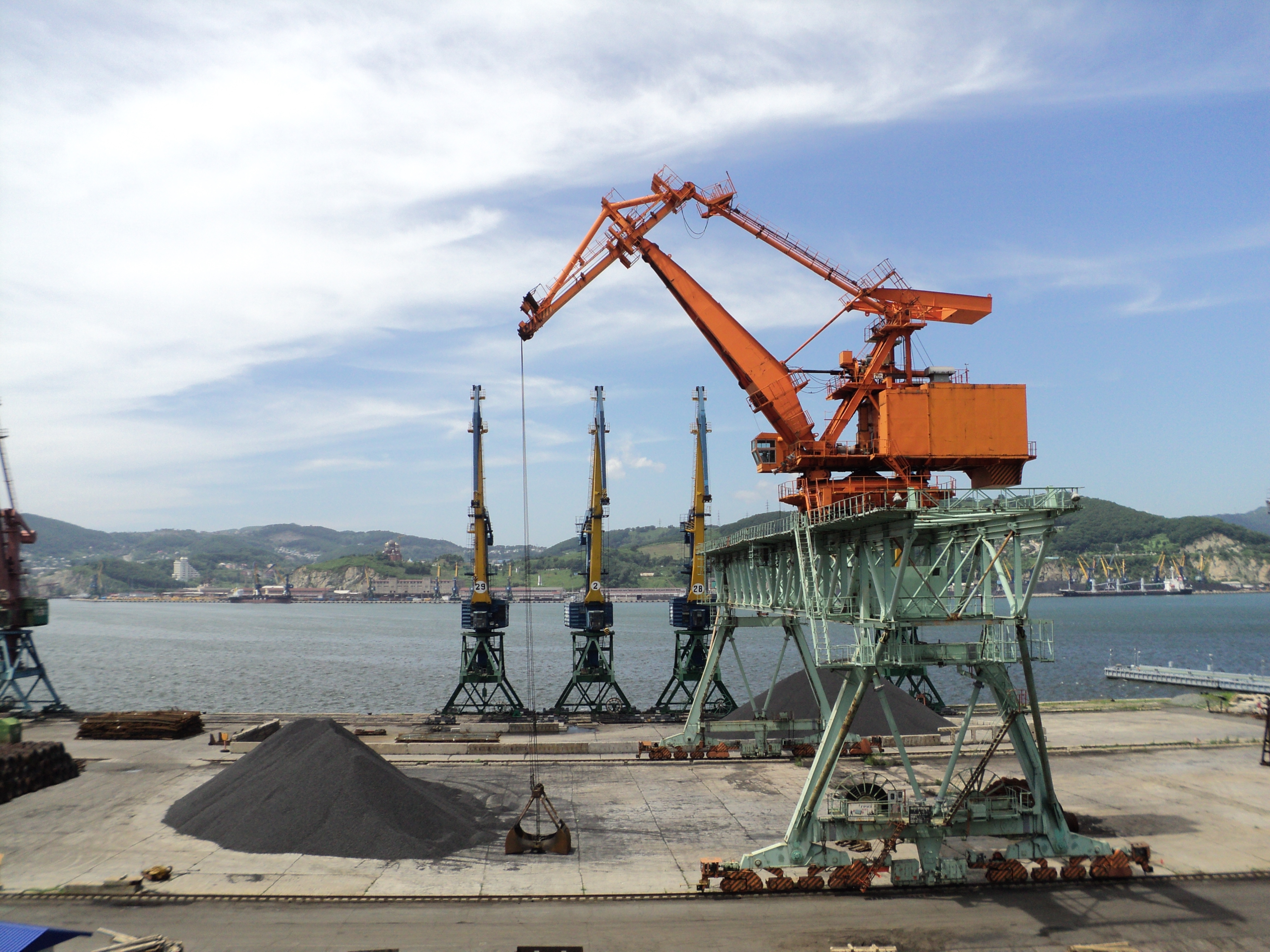
Мостовой перегружатель с двухчелюстным канатным грейфером

Устройство представляет собой двух- или более челюстной хватательный ковш, прицепляемый к грузоподъёмному крану и служащий для захватывания и выгрузки поднимаемого краном материала — песка, земли, горных пород, лома металлов и т. п..
Грейферы также являются рабочим оборудованием механических и гидравлических экскаваторов и применяются при разработке грунтов ниже и выше уровня поверхности их установки, а также некоторых других видов работ — рытья глубоких котлованов, очистки прудов и каналов.

### Параметры
В значение грузоподъёмности крана (обозначается "Q"), оборудованного грейфером, включены массы груза и грейфера. От соотношения этих масс зависит зачерпывающая способность грейфера. В связи с этим перегружаемые грейфером сыпучие грузы разделены по насыпной плотности на следующие группы:
| Группа        | Насыпная плотность (p), т/м³ | Описание грузов | Масса грейфера |
| Весьма лёгкие | 0,4 — 0,63                   | известь-пушонка, угольная пыль                                                                                                  | 0,37Q          |
| Лёгкие        | 0,8 — 1                      | сухие порошкообразные глинозёмы и мел, сухой шлак, мелкий и средний щебень, уголь всех марок                                    | 0,4Q           |
| Средние       | 1,25 — 2                     | мелкокусковый гипс, алебастр, сухая мелкокусковая глина, гравий, среднекусковый известняк, битый кирпич, цемент, крупный щебень | 0,42Q          |
| Тяжёлые       | 2,5 — 3,2                    | твёрдые породы | 0,45Q          |

Грузоподъёмность грейфера определяется взвешиванием материала после пробного зачерпывания, производимого перед перевалкой груза данного вида (марки, сорта). Пробное зачерпывание производится с горизонтальной поверхности свеженасыпанного грунта. Канаты грейфера должны быть защищены от перетирания материалом, захватываемым грейфером.
Блоки грейфера располагаются и выполняются таким образом, чтобы исключалось самопроизвольное его раскрытие и выпадение канатов из желобка блока.

## Классификация
Грейферы выполняются:
- Канатными:

1. Одноканатный[2].
2. Двухканатный[2] и разновидности: четырёхканатный и подгребающий[6].

- Грейфер с жёстким подвесом[4].

1. Приводной (моторный)[2].
2. Двух- и многочелюстные[6].

## Канатные грейферы

### Одноканатный грейфер
Одноканатные грейферы являются сменными грузозахватными приспособлениями и могут быть навешены на крюковую обойму любого крана соответствующей грузоподъёмности. Канат грейфера этого типа одновременно является подъёмным и замыкающим. Основная конструктивная особенность — наличие замка, соединяющего обойму с траверсой. Обойма и траверса могут быть выполнены с блоками полиспаста; также может иметь пантограф. Вместимость данного типа грейферов от 0,5 м³ до 2,0 м³.

#### Принцип работы
Далее перечислены этапы рабочего цикла одноканатного грейфера.
1. Исходное положение: грейфер открыт и висит на канате, обойма и головка приближены, замок открыт[2].
2. Опускание грейфера на груз: грейфер открыт, лебёдка работает на спуск[2].
3. Срабатывание замка: грейфер опущен на груз, лебёдка работает на спуск, обойма опускается вниз и с помощью замка соединяется с траверсой[2].
4. Зачерпывание груза и подъём грейфера: лебёдка работает на подъём; с помощью каната обойма сближается с головкой, челюсти поворачиваются, их кромки внедряются в груз и зачерпывают его; после закрытия грейфер вместе с грузом поднимается канатом[2].
5. Разгрузка гружёного грейфера: гружёный грейфер опускается на грунт; канат натянут; при помощи тросика размыкается замок, лебёдка работает на подъём, нижняя обойма поднимается к головке до упора в неё; грейфер поднимается и открывается под действием силы тяжести груза и челюстей. Открытый грейфер зависает на канате. Грейфер может быть открыт и в подвешенном состоянии, но при этом возникают сильные удары челюстей об упоры, ограничивающие их раскрытие[2].

#### Достоинства и недостатки
Достоинства:
- быстрая смена;
- возможность работы на кране любого типа.

Недостатки:
- сильные удары об упоры при раскрытии челюстей;
- уменьшение высоты подъёма (из-за того, что длина выбираемого из полиспаста каната достигает 2,5 м);
- ручное управление раскрытием челюстей грейфера.

### Двухканатный

#### Устройство
Двухканатный грейфер имеет: челюсти, которые шарнирно соединены с нижней траверсой и с помощью тяг с головкой; подъёмный канат, который закреплён на головке предназначен для подъёма и опускания грейфера с помощью подъёмной лебёдки; замыкающий канат, соединённый с нижней траверсой, который проходит через отверстие в головке и закрепляется на барабане замыкающей лебёдки. Этот канат предназначен для открывания и закрывания челюстей грейфера. Для увеличения усилий резания на кромках челюстей и лучшего зачерпывания материала замыкающий канат запасовывают в полиспаст, обоймы с блоками которого закреплены на нижней траверсе и головке. Лебёдки имеют независимое управление.
- По типу привода различают лебёдки двухканатных грейферов с одномоторным и двухмоторным приводом. У одномоторной грейферной лебёдки оба барабана обслуживаются одним двигателем и приводятся в движение при помощи муфт. У двухмоторной каждый из барабанов приводится в движение отдельным двигателем[5].

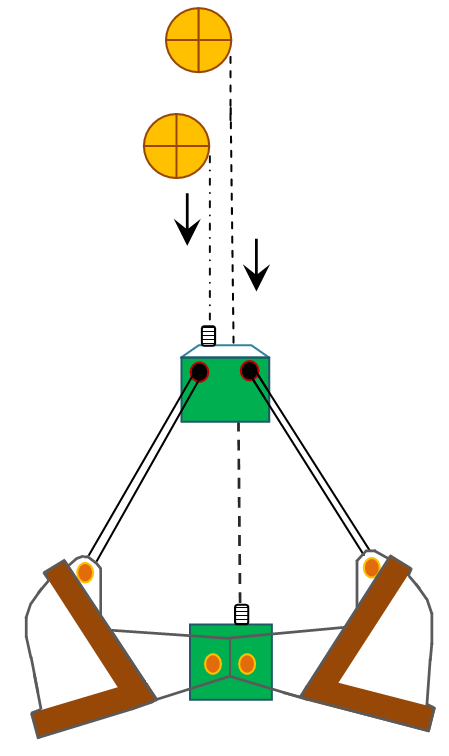
Чертёж № 1

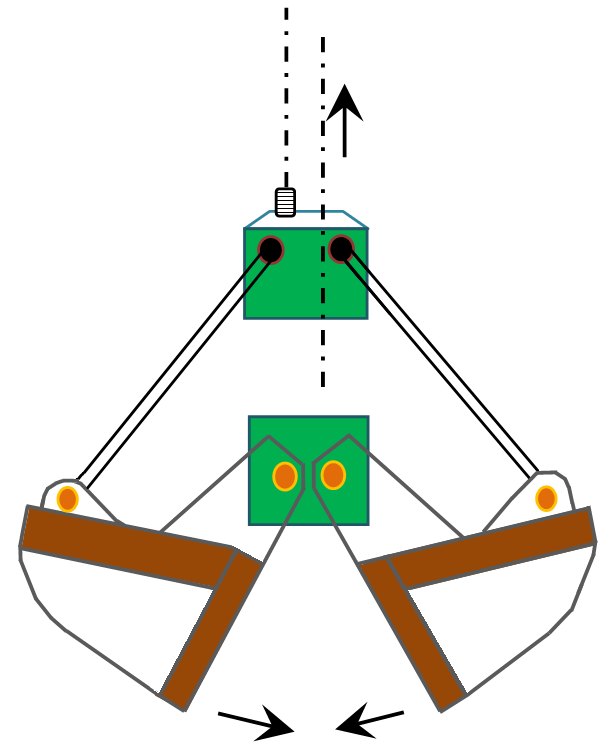
Чертёж № 2

#### Принцип работы
- Рабочий цикл двухканатного грейфера включает следующие операции:

1. Исходное положение (чертёж № 1): грейфер открыт и подвешен на подъёмном канате, замыкающий канат ослаблен, обе лебёдки заторможены[2].
2. Опускание грейфера на груз (чертёж № 1): грейфер открыт, обе лебёдки работают на спуск[2].
3. Зачерпывание (на чертёже № 2) груза: грейфер касается поверхности груза, подъёмный канат ослаблен и его лебёдка заторможена. Замыкающая лебёдка включается на подъём и головка с траверсой сближаются, челюсти поворачиваются относительно шарниров траверсы, и их кромки внедряются в груз[2].

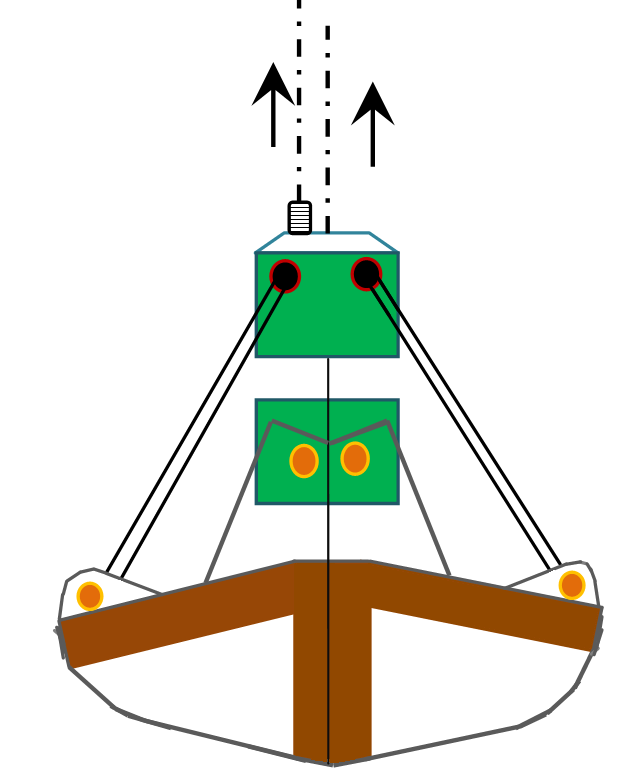
Чертёж № 3

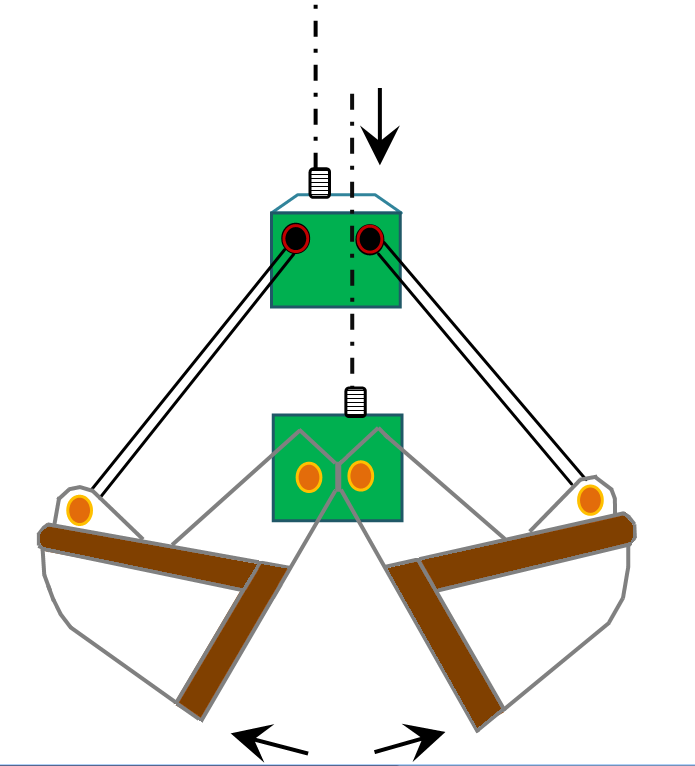
Чертёж № 4

Если продолжать работать замыкающей лебёдкой после закрывания челюстей, то грейфер вместе с грузом будет подниматься на одном замыкающем канате, который при этом будет перегружен. Подъём грейфера на одном замыкающем канате запрещён, так как это приводит к быстрому изнашиванию каната.
1. Подъём грейфера (на чертёже № 3) с грузом: в момент окончания закрывания челюстей грейфера включается подъёмная лебёдка. Обе лебёдки работают на подъём, и усилия в подъёмном и замыкающем канатах выравниваются[2].
2. Разгрузка (чертёж № 4) гружёного грейфера: замыкающая лебёдка работает на спуск, при этом нижняя траверса под действием силы тяжести груза и челюстей отходит от головки. Челюсти раскрываются, и груз высыпается[2].

Для исключения перегрузки замыкающего каната применяют полуавтоматическое управление грейфером, при котором в момент закрывания челюстей автоматически включается подъёмная лебёдка. Вместимость грейферов от 2 м³ до 20 м³. Управление канатами и обеспечение их натяжений и скоростей, необходимых для нормальной работы грейфера, осуществляется грейферными лебёдками.

#### Достоинства и недостатки
- Основные достоинства — автоматическая работа и бо́льшая производительность[2].
- Недостатки — необходимость иметь две лебёдки и невозможность быстрой замены грейфера другим грузозахватным устройством[2].

### Четырёхканатный грейфер
Двухканатные грейферы могут быть снабжены двумя, тремя или четырьмя канатами, но принцип действия остаётся неизменным.
Четырёхканатные грейферы относятся к группе двухканатных. Они выполнены с двумя подъёмными и двумя замыкающими канатами.

### Подгребающий грейфер
Подгребающие грейферы предназначены для зачерпывания материала, например, из вагонов, трюмов судов и т. п. В четырёхканатном подгребающем грейфере замыкающие канаты образуют горизонтальный полиспаст.

#### Устройство
Поддерживающие канаты обходят блоки на траверсе, связанной с челюстями посредством тяг. Замыкание грейфера производится при движении замыкающих канатов вверх, раскрытие грейфера в подвешенном состоянии — при остановленных замыкающих канатах и перемещающихся вверх поддерживающих. Размах челюстей в раскрытом состоянии до 8 м.

## Приводной грейфер
В грейферных кранах используются моторные грейферы с приводом, навешиваемые на крюковую обойму с однобарабанной лебёдкой. Моторные грейферы могут быть использованы на кране соответствующей грузоподъёмности, однако имеют бо́льшую массу, чем двухканатные. Управление таким грейфером при разгрузке более простое, чем одноканатным. В составе конструкции приводного грейфера имеются только поддерживающие канаты.

### Устройство
Грейфер имеет верхнюю головку, в которой смонтирован привод, и шарнирно закреплённые челюсти.
Приводы имеют различные исполнения: 
- электроталь с полиспастом[2].
- рычажные устройства[2].
- гидроцилиндры[2].

В этих грейферах механизм замыкания встроен в конструкцию грейфера и представляет собой канатную лебёдку, установленную на одной из траверс, либо рычажно-винтовую или гидравлическую систему, стягивающую траверсы. Для питания привода необходим кабельный токоподвод.
Привод механизма замыкания может быть также выполнен на верхней траверсе. Центр тяжести грейфера такой конструкции смещён вверх.

### Достоинства и недостатки
- Достоинства — компактность конструкции и сохранение высоты подъёма крана[2].
- Недостаток грейферов с механизмом замыкания на верхней траверсе — ухудшение устойчивости грейфера при зачерпывании с откоса из-за смещения центра тяжести.

## Многочелюстной грейфер

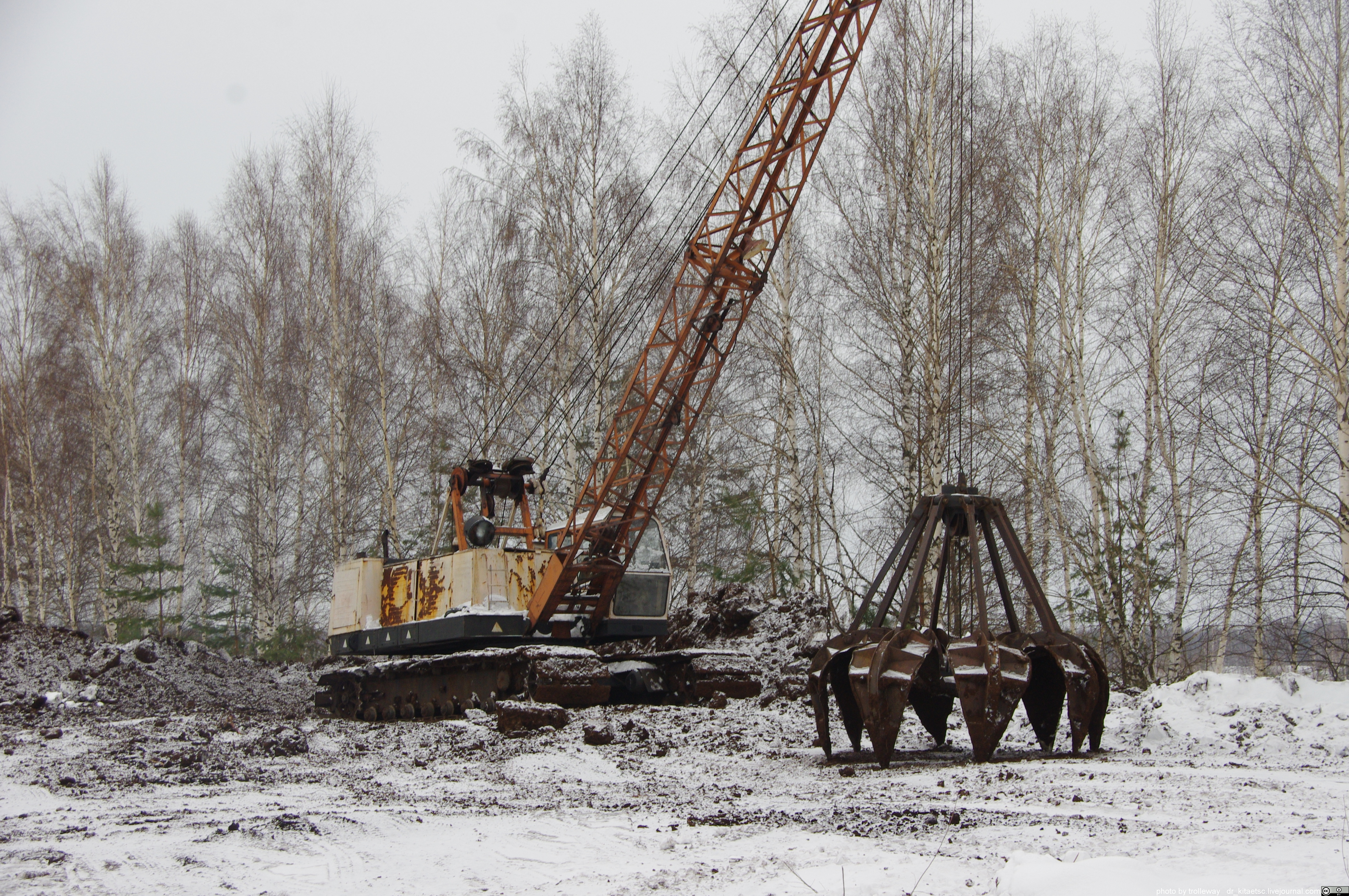
Грейфер для торфа

Широкое применение находят многочелюстные грейферы. Челюсти (от трёх до восьми) для перегрузки труднозачерпываемого материала (крупнокусковой руды и др.) имеют серповидную форму и шарнирно закреплены на цилиндрической нижней траверсе. Челюсти расположены друг относительно друга под углом 120-45 °. Челюсти грейфера для круглого леса выполнены в виде плоских лап.

## Экскаваторы

### Канатные грейферы
На механических тросовых экскаваторах применяют как двухчелюстные грейферы, так и грейферы с бо́льшим количеством челюстей — число и форма челюстей зависят от вида перегружаемого материала. Однако принципиальная схема их работы не отличается от схемы двухчелюстного грейфера.

#### Описание
Для грейфера, используемого на механическом экскаваторе, применяют решётчатую стрелу драглайна. Для экскаваторов выпускают грейферы трёх типов: лёгкого, среднего и тяжёлого класса. При этом масса применяемого грейфера должна быть тем больше, чем плотнее грунт. Однако чем тяжелее грейфер, тем меньше грунта он может поднять при данной устойчивости оборудования, что сказывается на его производительности.

#### Устройство
Чтобы предотвратить закручивание канатов и значительное раскачивание грейфера при повороте платформы, используют оттяжное приспособление, называемое успокоителем. Успокоитель действует на ковш оттяжным канатом. Постоянное, независимое от положения грейфера натяжение каната создаётся весом перемещающегося внутри стрелы по направляющим груза, к которому крепят канат, огибающий блоки. На некоторых экскаваторах используют фрикционный механизм открывания днища ковша, на барабане которого крепят канат.

#### Достоинства и недостатки
Недостаток канатного механического грейфера — невозможность разрабатывать плотные грунты: нагрузки от массы грейфера не хватает для врезания в грунт. Может происходить расструктирование плотных грунтов, за счет увеличиваеться объем бетона при устройстве конструкций котлована. В таких случаях возможна комбинация до 35 м. работать грейфером, ниже фрезой.

### Гидравлические грейферы
На экскаваторах с гидравлическим приводом устанавливают специальные жёстко подвешенные грейферы, которые крепят на рукояти обратной лопаты вместо ковша.

#### Достоинства и недостатки
Основное достоинство — возможность создавать необходимое давление при врезании на грунт и вне зависимости от массы грейфера осуществлять разработку плотных грунтов.